# 7239 Mobberley
7239 Mobberley este un asteroid din centura principală, descoperit pe 4 octombrie 1989, de Brian Manning.